# Glypta saperdae
Glypta saperdae là một loài tò vò trong họ Ichneumonidae.